# ジェリー・グッドマン
ジェリー・グッドマン（Jerry Goodman、1949年3月16日 - ）は、ザ・フロックやフュージョン・バンドのマハヴィシュヌ・オーケストラで、エレクトリック・ヴァイオリンを演奏したアメリカ合衆国のヴァイオリニストである。

## 略歴
ジェリー・グッドマンは1949年3月16日、イリノイ州シカゴで生まれた。両親は2人ともシカゴ交響楽団の弦楽器セクションのメンバーであり、叔父は有名な作曲家にしてジャズ・ピアニストのマーティ・ルーベンシュタインであった。ジェリーが音楽院でしっかりした教育を受けたのは、ザ・フロックのローディーとして、またその後はヴァイオリニストとして音楽キャリアを始める前のことだった。
1971年にジョン・マクラフリンのアルバム『マイ・ゴールズ・ビヨンド』に参加した後、マクラフリン率いるマハヴィシュヌ・オーケストラのオリジナル・ラインナップとなり、1973年にバンドが解散するまでメンバーを務めた。キーボード奏者のヤン・ハマー、ドラマーのビリー・コブハムと並び立つ腕前のソロを披露した。
1975年、マハヴィシュヌでの活動に続いて、グッドマンはマハヴィシュヌの同窓生であるキーボード奏者のヤン・ハマーと一緒にアルバム『ライク・チルドレン』をレコーディングした。1985年より、プライベート・ミュージックからの3枚のソロ・アルバム『未来飛行』『エーリエル』、およびライブ・アルバム『It's Alive』をフレッド・サイモンやジム・ハインズなどの著名人とレコーディングし、自身のバンドやShadowfax、ディキシー・ドレッグスと一緒にツアーを行った。彼はリリー・トムリン主演の映画『The Search for Signs of Intelligent Life in the Universe』でスコアを担当し、ビリー・クリスタル主演の映画『ミスター・サタデー・ナイト』、スティーヴ・マーティン主演の映画『ペテン師とサギ師/だまされてリビエラ』など、数多くの映画サウンドトラックでヴァイオリニストとしてフィーチャーされた。彼のヴァイオリンは、トゥーツ・シールマンス、ホール&オーツ、スティクス、ジョーダン・ルーデス、Choking Ghost、デレク・シェリニアンなど、さまざまなアーティストによる50枚以上のアルバムで聴くことができる。グッドマンは、シェリニアンのソロ・アルバム4枚、『イナーシャ』（2001年）、『ブラック・ユートピア』（2003年）、『ミソロジー』（2004年）、『ブラッド・オヴ・ザ・スネイク』（2006年）に参加している。
1993年、グッドマンはギタリストのスティーヴ・モーズが率いるアメリカのインストゥルメンタル・バンド、ディキシー・ドレッグスに加わった。グッドマンは、1枚のスタジオ・アルバム『Full Circle』と、ライブ・アルバム『California Screamin'』（2000年）に参加している。1996年、セッション・ヴァイオリストにして音楽プロデューサーのレイ・ティッシャー (Ray Tischer)は、Toca del AngelからのBritt Bossa Orchestraによる受賞歴のあるCDでオリジナルのインストゥルメンタル作品を収録した『Canciones del Sol』にてグッドマンをフィーチャーした。
ライブ・コンサートで世間の注目を集めた後、2004年と2005年にゲイリー・ハズバンドのグループであるゲイリー・ハズバンズ・フォース・マジョールでツアーを行い、DVD『Gary Husband's Force Majeure - Live at the Queen Elizabeth Hall』に登場した。さらに最近では、サンディエゴを拠点とするフュージョン・グループのHectic Watermelonや、アルバム『ブラック・クラウズ・アンド・シルヴァー・ライニングズ』でドリーム・シアターと共演している。グッドマンはビリー・コブハムの「スペクトラム40ツアー」にも参加した。

## ディスコグラフィ

### ソロ・アルバム
- 『未来飛行』 - On the Future of Aviation (1985年)
- 『エーリエル』 - Ariel (1986年)
- It's Alive (1987年) ※ライブ
- Violin Fantasy (2016年) ※コンピレーション

### ザ・フロック
- 『ザ・フロック』 - The Flock (1969年)
- 『恐竜の棲む沼』 - Dinosaur Swamps (1970年)

### マハヴィシュヌ・オーケストラ
- 『内に秘めた炎』 - The Inner Mounting Flame (1971年)
- 『火の鳥』 - Birds of Fire (1973年) ※全米15位
- 『虚無からの飛翔』 - Between Nothingness & Eternity (1973年) ※ライブ・アルバム
- 『ザ・ロスト・トライデント』 - The Lost Trident Sessions (1999年) ※1973年録音
- Unreleased Tracks from Between Nothingness & Eternity (2011年) ※1973年録音

### ジェリー・グッドマン & ヤン・ハマー
- 『ライク・チルドレン』 - Like Children (1974年)

### ジョン・マクラフリン
- 『マイ・ゴールズ・ビヨンド』 - My Goal's Beyond (1971年)
- 『エレクトリック・ギタリスト』 - Electric Guitarist (1978年)

### 参加アルバム
- Caifanes : El Nervio del Volcan (1994年)
- Britt Bossa Orchestra : Canciones del Sol (1995年) ※ヴァイオリニストのレイ・ティッシャー率いる楽団
- Choking Ghost : Standing 8 (1998年)
- Various Artists : 『アンコールズ、リジェンズ、アンド・パラドックス〜トリビュート・トゥ・ザ・ミュージック・オブ・ELP』 - Encores, Legends & Paradox, A Tribute To The Music OF ELP (1999年)
- スティクス : 『ブレイヴ・ニュー・ワールド』 - Brave New World (1999年)
- School of the Arts : School Of Arts (2007年)
- ドリーム・シアター : 『ブラック・クラウズ・アンド・シルヴァー・ライニングズ』 - Black Clouds & Silver Linings (2009年)
- Jarek Śmietana Band  : A Tribute To Zbigniew Seifert (2009年)
- Strat Andriotis : Night Manager (2018年)
- ジョン・アンダーソン : 『1000ハンズ』 - 1000 Hands: Chapter One (2019年)

## マルチメディア
- Jerry Goodman with the Mahavishnu Orchestra - "You Know You Know" - YouTube
- Jerry Goodman with the Dixie Dregs, 2001 - YouTube
- Video introduction from Jerry Goodman website - YouTube
- L.A. Undescore with Jerry Goodman - YouTube